# جيم بوين
جيم بوين (بالإنجليزية: Jim Bowen)‏ هو كوميدي ارتجالي ومقدم تلفزيوني بريطاني، ولد في 20 أغسطس 1937 في Heswall ‏ في المملكة المتحدة، وتوفي في 14 مارس 2018 في Melling-with-Wrayton ‏ في المملكة المتحدة.

## وصلات خارجية
- الموقع الرسمي
- جيم بوين على موقع IMDb (الإنجليزية)
- جيم بوين على موقع ميوزك برينز (الإنجليزية)
- جيم بوين على موقع ديسكوغز (الإنجليزية)
- جيم بوين على موقع قاعدة بيانات الفيلم (الإنجليزية)